# 華金·柯帝斯
華金·柯帝斯（西班牙語：Joaquín Cortés，1969年2月22日—），是一個受過傳統芭蕾舞訓練的佛朗明哥西班牙吉普賽血統舞者。

## 生平
1969年生于科爾多瓦。從小就展現了對舞蹈的興趣。他跟家人在1981年搬家到了馬德里，一到了馬德里，他就開始接受正式的舞蹈訓練，並且努力的學習。
華金·柯帝斯也是電玩遊戲《潛龍諜影》中“Vamp”角色的外型的靈感來源。

## 現場表演
- Cibayí
- Pasión Gitana
- Soul
- Live
- De Amor y Odio
- Mi Soledad
- Unleashed (2009)

## 電影
- La flor de mi secreto (1995) — Antonio
- Flamenco (1995) — 自己
- Gitano (2000) — Andres Heredia
- Vaniglia e Cioccolato (2004) — Carlos